# أماندا بيشوب
أماندا بيشوب (بالإنجليزية: Amanda Bishop) هي ممثلة أسترالية، ولدت في 10 ديسمبر 1979.

## وصلات خارجية
- أماندا بيشوب على موقع IMDb (الإنجليزية)
- أماندا بيشوب على موقع أول موفي (الإنجليزية)
- أماندا بيشوب على موقع قاعدة بيانات الفيلم (الإنجليزية)
- أماندا بيشوب على موقع كينوبويسك (الروسية)